# Organic design

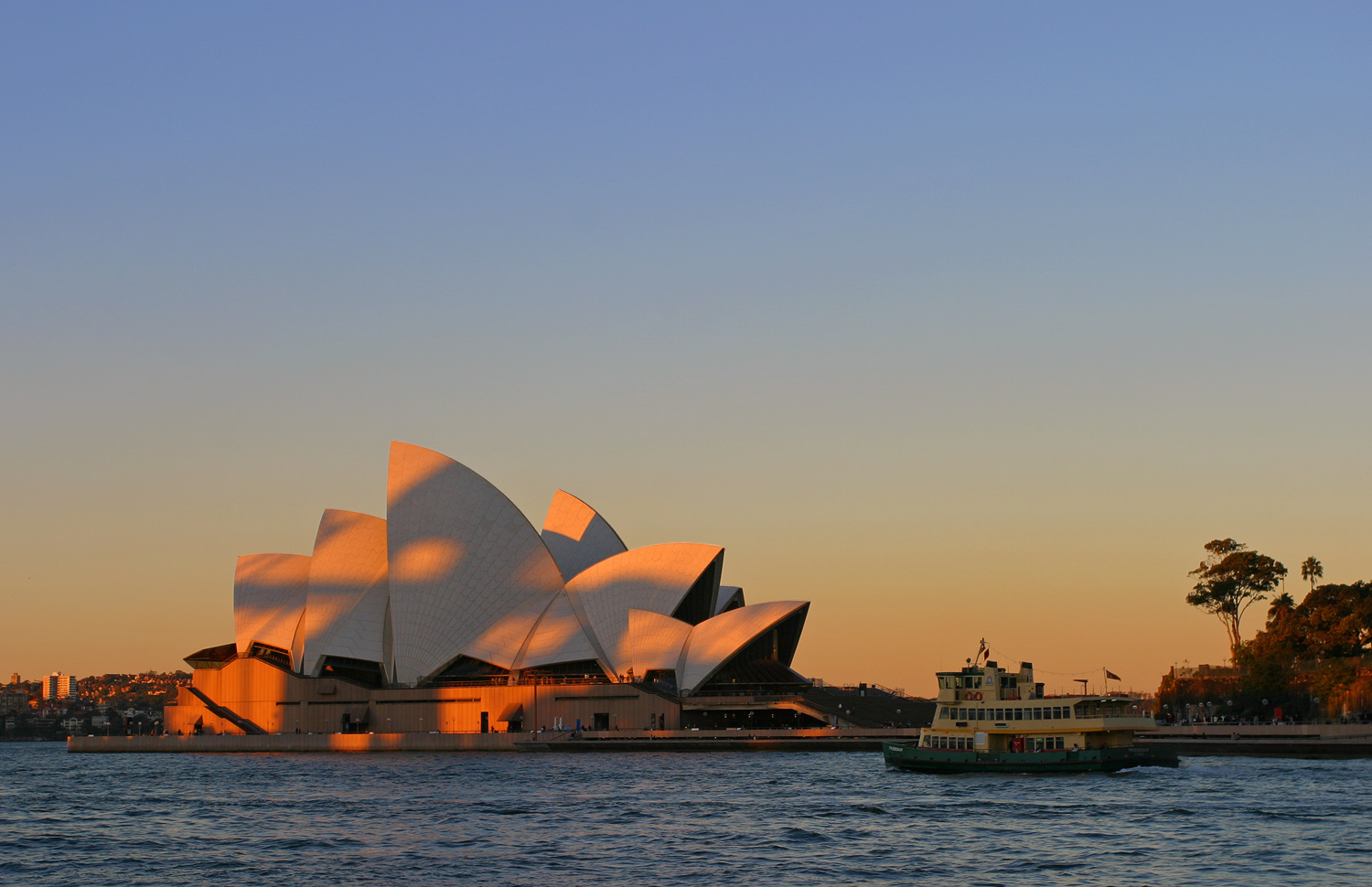
Het Sydney Opera House in Sydney

Organic design is een designstroming en stijl  uit de jaren 1930-1960, 1990-heden.

## Herkomst
- Verenigde Staten
- Europa

## Hoofdkenmerken
- Zachte, vloeiende lijnen en gebeeldhouwde vormen
- Holistische ontwerpen die gerelateerd zijn aan hun omgeving
- Gebruik van natuurlijk en synthetisch materiaal, zoals plastic, dat gemakkelijk in organische vormen kan worden geperst.

'Organische vormgeving' heeft haar wortels in de organische architectuur zoals die aan het eind van de 19e eeuw oorspronkelijk werd ontwikkeld door Frank Lloyd Wright en Charles Rennie Mackintosh. Bij hen stond centraal dat individuele elementen, zoals meubilair, visueel en functioneel een geheel moesten vormen met het interieur en gebouw. Bovendien vonden ze dat gebouwen door hun structuur, materialen of kleur ook een speciale relatie moesten uitdrukken met hun directe omgeving. 
Hoewel het begrip integratie en natuur inherent was aan deze benadering, werd hier niet noodzakelijkerwijs esthetisch uitdrukking aan gegeven. Het toepassen van organische vormen was in die tijd niet gebruikelijk. Pas toen het idee van het holisme doordrong in de vormgeving, kwamen de vloeiende ergonomische lijnen tevoorschijn die typerend zijn voor de organische vormgeving zoals wij die tegenwoordig kennen.

## Toepassingen
- De zeilen van het Opera House in Sydney

## Familie van
- Art nouveau